# Norðoyatunnilin
De Norðoyatunnilin (letterlijk vertaald: Noordelijke Eilanden Tunnel) is een verkeerstunnel op de Faeröer, een eilandengroep die een autonoom gebied vormt binnen het Deense Koninkrijk. De toltunnel verbindt de eilanden Eysturoy en Borðoy met elkaar en loopt onder de Leirvíksfjørður door. Met een lengte van 6300 meter was het tot 2020 de langste tunnel van de Faeröer, toen de Eysturoyartunnilin het stokje overnam. De tunnel bereikt een diepte van 150 meter onder zeeniveau.
In de tunnel is een lichtkunstwerk van Tróndur Patursson aangebracht.